# Sphenolobus minutus
Sphenolobus minutus là một loài rêu trong họ Anastrophyllaceae. Loài này được Schreb. Berggr. mô tả khoa học đầu tiên năm 1898.